# マーチャンダイズ
マーチャンダイズ（merchandise）とは、特にマーチャンダイジングにより生み出された製品、商品、在庫品である。
特にキャラクターを商品化、あるいはサービスや広告・宣伝に使うことをキャラクター・マーチャンダイジングという。キャラクター作品における著作権管理及び営業業務を行う。